# 후쿠도메 겐고
후쿠도메 겐고(일본어: 福留 健吾, 1987년 5월 14일~)는 일본의 축구 선수이다.

## 구단 경력
그는 2014년 알레마니아 아헨에 입단했다. 2015년 J2리그의 미토 홀리호크로 이적했다. 2017년부터 2018년까지 J3리그의 아술 클라로 누마즈에서 뛰었다. 2019년 알비렉스 니가타 싱가포르로 이적했다. 2020년부터 2022년까지 J3리그의 가이나레 돗토리에서 활동하였다.